# Koppenweiher
Der Koppenweiher liegt bei Sinderlach auf dem Gebiet der Gemeinde Haundorf im mittelfränkischen Landkreis Weißenburg-Gunzenhausen.
Der etwa ein Hektar große Weiher inmitten des Gräfensteinberger Waldes im Fränkischen Seenland unweit nordöstlich von Sinderlach und südwestlich von Geislohe auf einer Höhe von 430 m ü. NHN. Er wird vom Koppenweihergraben durchflossen. Östlich befindet sich der Kammerberg. Unweit verläuft die Gemeindegrenze zur Stadt Gunzenhausen. Südlich liegt der Heidweiher, nördlich der Schnackenweiher.